# Sent Pau de Jarrat
Sent Pau de Jarrat (en francès Saint-Paul-de-Jarrat) és un municipi francès del departament de l'Arieja i la regió d'Occitània.